# Piffonds
Piffonds é uma comuna francesa na região administrativa de Borgonha-Franco-Condado, no departamento de Yonne. Estende-se por uma área de 25,13 km². Em 2010 a comuna tinha 634 habitantes (densidade: 25,2 hab./km²).